# Chrysotachina auriceps
Chrysotachina auriceps là một loài ruồi trong họ Tachinidae.